# Liste der Biografien/Koco
Liste der Biografien |
Portal Biografien |
Personensuche
# |
A |
B |
C |
D |
E |
F |
G |
H |
I |
J |
K |
L |
M |
N |
O |
P |
Q |
R |
S |
T |
U |
V |
W |
X |
Y |
Z |
?
 
Ka |
Kb |
Kc |
Kd |
Ke |
Kf |
Kg |
Kh |
Ki |
Kj |
Kl |
Km |
Kn |
Ko |
Kp |
Kr |
Ks |
Kt |
Ku |
Kv |
Kw |
Ky |
Kx |
Kz
 
Koa |
Kob |
Koc |
Kod |
Koe |
Kof |
Kog |
Koh |
Koi |
Koj |
Kok |
Kol |
Kom |
Kon |
Koo |
Kop |
Kor |
Kos |
Kot |
Kou |
Kov |
Kow |
Kox |
Koy |
Koz
 
Vorlage:Liste der Biografien/Koc
Die Liste der Biografien führt alle Personen auf, die in der deutschsprachigen Wikipedia einen Artikel haben. Dieses ist eine Teilliste mit 7 Einträgen von Personen, deren Namen mit den Buchstaben „Koco“ beginnt.

## Koco

### Kocog
- Koçoğlu, Alec (* 1994), US-amerikanisch-türkischer Eishockeyspieler
- Koçoğlu, Andy (* 1992), US-amerikanisch-türkischer Eishockeyspieler

### Kocor
- Kocor, Korla Awgust (1822–1904), sorbischer Komponist

### Kocot
- Kocot, Benedykt (* 1954), polnischer Bahnradsportler und zweifacher Weltmeister

### Kocou
- Kocourek, Estanislao (* 1930), argentinischer Hürdenläufer
- Kocourek, Jiří (* 1966), Diplom-Ökonom und Orgelforscher

### Kocov
- Kočová, Zuzana (1922–1988), tschechoslowakische Schauspielerin und Schriftstellerin